# Пётр Иерусалимский
Пётр Иерусалимский (др.-греч. Πέτρος Ιεροσολύμων, лат. Petrus Hierosolymitanus) — патриарх Иерусалимский с 524 года до своей смерти в 544 или 552 году. Его патриаршество отмечено конфликтами с монофизитами и оригенистами.
Биография Петра до занятия им патриаршей кафедры не известна. В 524 году он стал преемником патриарха Иоанна III. Возможно, Пётр был первым, кого официально называли «патриархом Иерусалимским». В 530 году по распоряжению Петра Иерусалимского известный монах Савва Освященный отправился в Константинополь, чтобы ответить на обвинения, выдвинутые против палестинского монашества. Эта миссия завершилась успехом, и Савва добился также помощи от императора Юстиниана I для восстановления церквей, разрушенных в ходе незадолго до этого случившегося восстания самаритян.
После того, как 2 мая 536 года в Константинополе был проведён собор против обвинённых в монофизитстве епископов Севира Антиохийского, Анфима Константинопольского, Петра Апамейского и сирийского монаха Зооры, 19 сентября того же года Пётр провёл аналогичный собор в Иерусалиме. В 530-е годы в Палестине стали сильны позиции оригенистов. Не известно точно, принадлежал ли патриарх Пётр к их числу, но эдикт Юстиниана I против оригенистов 543 года не был направлен персонально против него. Однако Пётр отказался подписать этот документ, поскольку подозревал в нём осуждение Халкидонского собора. Вызванный в столицу, под давлением императора он был вынужден поставить свою подпись. Согласно рассказу Кирилла Скифопольского, чьё житие Саввы Освященного является основным источником сведений о жизни патриарха, тогда же под влиянием оригениста Феодора Аскиды к Петру были приставлены два синкелла, чтобы шпионить за ним. После смерти Петра в 552 году радикальные оригенисты смогли добиться избрания патриархом своего единомышленника Макария. Существует также версия, что смерть Петра наступила в 544 году.
Пётр являлся автором по крайней мере нескольких гомилий. По мнению исследовавшего их бельгийского историка Мишеля ван Эсбрука, они свидетельствуют о симпатиях Петра к оригенизму, а точнее к его протоктистскому направлению. C этим взглядом не согласен немецкий богослов Алоиз Грилльмайер, по мнению которого взгляды Петра не являются оригенистскими, поскольку Пётр писал о том, что субъектом воплощения был не предсуществующий нус Христа, а Логос, то есть второе лицо Троицы.